# انتخابات مجلس نمایندگان ایالات متحده آمریکا (۲۰۱۶)
انتخابات مجلس نمایندگان ایالات متحده، آمریکا در ۸ نوامبر ۲۰۱۶ برابر با ۱۸ آبان ۱۳۹۵ به منظور انتخاب نمایندگانی از ۴۳۵ حوزه‌ی رأی‌گیری کنگره‌ای در همهٔ ۵۰ ایالتِ این کشور برگزار شد. نمایندگانِ فاقد حق رأی از واشینگتن، دی.سی. و ۵ جزیرهٔ این کشور نیز در این انتخابات مشخص شدند. برندگان این انتخابات در ۱۱۵امین دورهٔ کنگرهٔ ایالات متحده خدمت خواهند کرد. کرسی‌های آن‌ها بر اساس سرشماری ۲۰۱۰ اختصاص داده شده است. جان بینر رئیس این مجلس در اکتبر ۲۰۱۵ از سمت خود استعفا داد و نمایندگان، پال رایان از ویسکانسین را به جای او برگزیدند. نانسی پلوسی نیز همچنان به عنوان رهبر اقلیت دموکرات‌ها در این مجلس حضور دارد.
همراه این انتخابات، انتخابات‌های ریاست‌جمهوری، سنا، فرمانداران و بسیاری انتخابات‌های ایالتی و محلی دیگر نیز برگزار شدند.
تا ۱۰ نوامبر ۲۰۱۶ هنوز تکلیف سه کرسی از مجلس نمایندگان آمریکا مشخص نشده بود.